# Chrysobrycon hesperus
Chrysobrycon hesperus är en fiskart som först beskrevs av Böhlke, 1958.  Chrysobrycon hesperus ingår i släktet Chrysobrycon och familjen Characidae. Inga underarter finns listade i Catalogue of Life.